# 松枝佳紀
松枝 佳紀（まつがえ よしのり、- 2025年6月?日）は、日本の劇作家、脚本家、演出家。劇団アロッタファジャイナ主宰。映画・映像の現場では、助監督、監督助手、監督補、脚本協力など様々な肩書きを持つ。近年は演劇のオムニバス公演「ProjectBUNGAKU太宰治」（2010年）や「日本の問題」（2011年）などを企画製作するなどプロデューサーとしても活動している。また、2005年より、映画プロデューサーの木村俊樹と組んで映画俳優向けの「4人の現役映画監督による実践的ワークショップ」を不定期に主催している。

## 略歴
京都大学経済学部卒業。日本銀行に入行したものの退職。退職理由が謎となっており、通常の自己都合退職ではないことを覗わせている。なお、日本銀行退職後に離婚し、以後は独身である。2004年に東映東京撮影所において、実写映画「デビルマン」を準備していた映画監督那須博之の助手の一人として働く。

## 参加作品

### 映画
- デビルマン（2004年東映、原作：永井豪、監督：那須博之）…企画開発段階に監督助手として参加。
- 集団殺人クラブ GROWING（2004年KSS、監督：谷洋平、出演：小向美奈子、遠藤憲一）…脚本助手として参加。
- 集団殺人クラブ 最後の殺戮（2004年KSS、監督：石川均、出演：吉野紗香、中村愛美、遠藤憲一）…脚本助手として参加。
- 真説タイガーマスク（2005年GPミュージアム、監督：那須博之、出演：哀川翔）…助監督として参加。
- デスノート（2006年ワーナー・ブラザース、監督：金子修介、出演：藤原竜也、松山ケンイチ、戸田恵梨香）…監督補として参加。
- 神の左手 悪魔の右手（2006年東芝エンタテイメント、原作：楳図かずお、監督：金子修介、出演：渋谷飛鳥、田口トモロヲ、小林翼、楳図かずお、紗綾、かでなれおん、前田愛、小木茂光、山本奈津子）…脚本として参加。
- デスノート the Last name（2006年ワーナー・ブラザース、監督：金子修介、出演：藤原竜也、松山ケンイチ、戸田恵梨香）…脚本協力として参加。
- ラブレター 蒼恋歌（2006年日本出版販売、監督：丹野雅仁、出演：石垣佑磨、本仮屋ユイカ、田口トモロヲ、寺島進）…共同脚本として参加。
- 武士の家計簿（2010年アスミック・エース_エンタテインメント、監督：森田芳光、出演：堺雅人、仲間由紀恵）…脚本協力
- ミセス・ノイズィ（2019年ヒコーキ・フィルムズインターナショナル＝メディアプルポ、監督：天野千尋、出演：篠原ゆき子、大高洋子）…脚本

### テレビドラマ
TBS「生命38億年スペシャル 人間とは何だV」の中の短編ドラマ脚本を2本担当。
- 『河童』（2006年、TBS、出演：松岡昌宏、黒谷友香、坂井真紀）…脚本として参加。
- 『まる』（2006年、TBS、出演：長瀬智也、香椎由宇、寺尾聰）…脚本として参加。

### ネットシネマ
- 明るい選挙推進協会『希望の党☆』（2005年、総務省、監督：金子修介、出演：渋谷飛鳥、木下ほうか、楳図かずお）…脚本として参加。

### 携帯ムービー
- 足りない生活（2007年、ヴィジョンファクトリー、監督：金子修介、出演：上原多香子、原田健二、ナカヤマミチコ（アロッタファジャイナ））…脚本
- イチカバチカ（2007年、ヴィジョンファクトリー、監督：金子修介、出演：国仲涼子、Reina (MAX)、新津勇樹（アロッタファジャイナ））…脚本
- 夏は終わらない!（2007年、ヴィジョンファクトリー、監督：丹野雅仁、出演：谷内伸也 (Lead)、中土居宏宜 (Lead)…企画
- くろもの（2007年、ヴィジョンファクトリー、監督：坂口拓、出演：AKINA、山田歩、丸山裕一)…企画
- 君のいない永遠（2007年、ヴィジョンファクトリー、監督：福岡芳穂、出演：樋井明日香、鉄平、岡村麻純)…企画
- 最後の願い（2007年、ヴィジョンファクトリー、監督：熊切和嘉、出演：鎌田亜未)…企画

### 舞台
- 劇団アロッタファジャイナ本公演の全作品の脚本・演出を手がける。
- 企画公演「ProjectBUNGAKU太宰治」（2010年9月、企画・製作）＠八幡山ワーサルシアター
- 企画公演「日本の問題」（2011年11月、企画・製作）＠中野ザ・ポケット
- 企画公演「学生版・日本の問題」（2011年12月、企画・製作）＠渋谷ギャラリー・ルデコ
- 企画公演「日本の問題Ver.311」（2012年3月、企画・製作）＠渋谷ギャラリー・ルデコ
- 音楽劇「銀河鉄道の夜」（原作：宮沢賢治、2012年4月、脚本・演出）＠青松寺

### OVA
- SUPERNATURAL: THE ANIMATION（2011年）…脚本

### ワークショップ
- 第1回「4人の現役映画監督による実践的ワークショップ」（2005年5月、参加監督：金子修介、望月六郎、宮坂武士、熊切和嘉）
- 第2回「4人の現役映画監督による実践的ワークショップ」（2006年4月、参加監督：伊藤秀裕、望月六郎、石川均、山下敦弘）
- 第3回「4人の現役映画監督による実践的ワークショップ」（2006年10月、参加監督：麻生学、タナダユキ、福岡芳穂、吉田恵輔）
- 第4回「4人の現役映画監督による実践的ワークショップ」（2010年8月、参加監督：荒戸源次郎、金子修介、熊澤尚人、八木毅）
- 第5回「4人の現役映画監督による実践的ワークショップ」（2011年5月、参加監督：荒戸源次郎、平山秀幸、金子修介、榊英雄）
- 第6回「4人の現役映画監督による実践的ワークショップ」（2011年9月、参加監督：金子修介、榊英雄、大森立嗣、吉田恵輔）
- 第7回「4人の現役映画監督による実践的ワークショップ」（2012年3月、参加監督：金子修介、榊英雄、吉田恵輔、三島有紀子）
- 「荒戸源次郎監督による実践的ワークショップ」（2012年6月、参加監督：荒戸源次郎）
- 「吉田恵輔監督による実践的ワークショップ」（2012年8月、参加監督：吉田恵輔）
- 第8回「4人の現役映画監督による実践的ワークショップ」（2012年10月、参加監督：金子修介、荒戸源次郎、榊英雄、三島有紀子）
- 「荒戸源次郎監督による実践的ワークショップ Part.2」（2013年1月、参加監督：荒戸源次郎）
- 第9回「4人の現役映画監督による実践的ワークショップ」（2013年6月、参加監督：金子修介、古厩智之、篠原哲雄、細野辰興）
- 第10回「4人の現役映画監督による実践的ワークショップ」（2012年10月、参加監督：大森立嗣、深作健太、吉田浩太、三島有紀子）
- 「荒戸源次郎監督による実践的ワークショップ Part.3」（2013年9月、参加監督：荒戸源次郎）
- 「吉田恵輔監督による実践的ワークショップ Part.2」（2013年12月、参加監督：吉田恵輔）
- 「吉田浩太監督による実践的ワークショップ」（2014年5月、参加監督：吉田浩太）
- 「大森立嗣監督による実践的ワークショップ」（2014年7月、参加監督：大森立嗣）